# Clube Atlético Joseense
El Club Atlético Joseense es un equipo profesional de fútbol, con sede en São José dos Campos, São Paulo, Brasil.Compite en el Campeonato Paulista Segunda División, el cuarto nivel de la liga de fútbol del estado de São Paulo.
En 2005, Joseense firmó una colaboración por cuatro años con Grupo HR Sports. En enero de 2014, el club cambió de nombre a São José dos Campos Futebol Clube, pero debido a la existencia de São José Esporte Clube , el club pasó a llamarse nuevamente Clube Atlético Joseense en octubre de 2017.

## Dirección
- Av. Dr. João Guilhermino, 429
- São José dos Campos - SP - 12210131
- Teléfono : (12) 3911-2283 -
- Fax: (12) 3922-5574

## Estadios
- Local Campo 1: Estadio Martins Pereira - Capacidad: 20.000
- Campo local 2: Estadio ADC Parahyba - Capacidad: 5.000

## Información
- Fundación: 1 de octubre de 1998
- Presidente: Carlos Davalo
- Apodo: Tigre do Vale ( Tigre del Valle )
- Equipaciones: camiseta amarilla y negra, pantalón negro y medias negras.